# Bollywood-Tanz

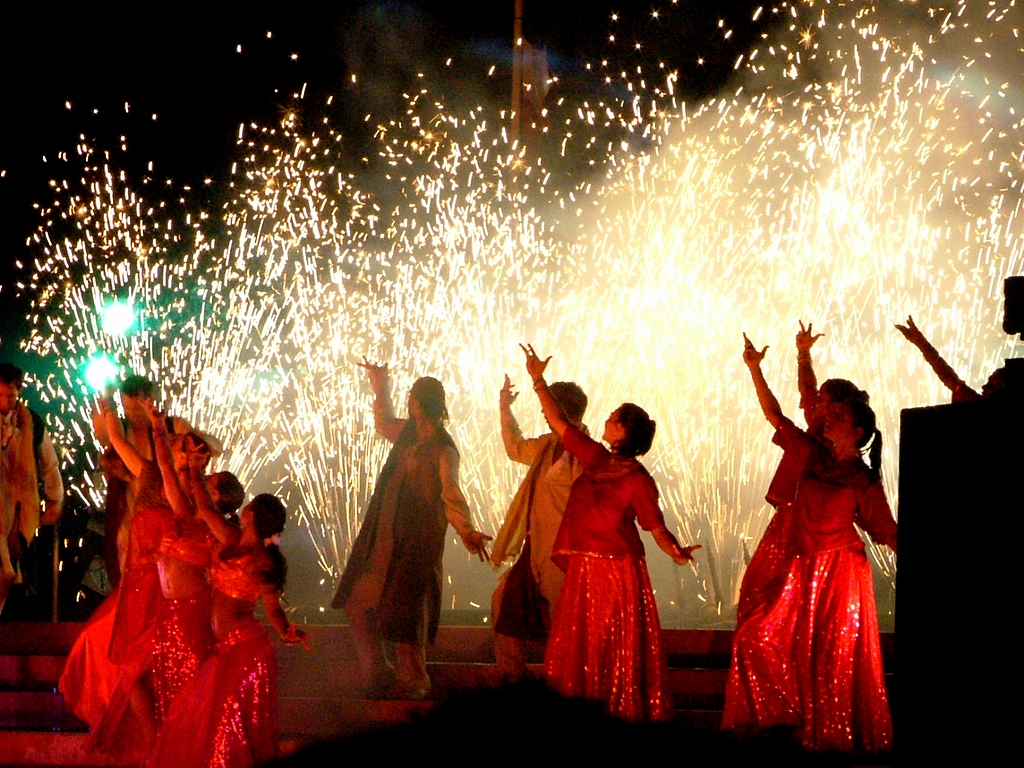
Tanz im Bollywood-Stil

Bollywood-Tanz (auch Bollywoodtanz, Bollywood Dance oder Bollywood Dancing) umfasst Modetänze und Partytänze, die sich an die Tanzeinlagen indischer Filme anlehnen. Namensgeber ist Bollywood, die größte indische Filmproduktion in Mumbai.
In indischen Filmen wird die jahrtausendealte indische Tradition der Verbindung von Schauspiel, Gesang und Tanz auf moderne Art weitergeführt. Darum wurden auch seit Einführung des Tonfilms immer Gesangs- und Tanzszenen eingebaut, die einen erheblichen Anteil am Erfolg eines Filmes haben.

## Stil
Bollywood-Tanz ist kein einheitlicher Tanzstil, sondern die Vermischung verschiedener Tanzrichtungen. Lange Zeit waren die klassischen indischen Tänze und die verschiedenen Folkloretänze (vor allem Bhangra und rajasthanische Folklore) die beherrschenden Elemente der Filmtänze. Ausgehend von den Stilmitteln des klassischen indischen Tanzes wurde in zunehmendem Maße auch westliche Einflüsse in die Choreografien eingearbeitet. In den 1960er Jahren wurde beispielsweise in mindestens einer der Tanzszenen getwistet und „geschüttelt“. Dabei war die indische Version des westlichen Vorbildes oft recht eigenwillig. Heute sind verschiedene Elemente zeitgenössischer Modetänze zu erkennen. Die westlichen Stilrichtungen wie Hip-Hop, oder Discotanz nehmen einen immer höheren Stellenwert ein. Je nach Thematik des Films sind die Ausprägungen der verschiedenen Stile unterschiedlich.
Um die Mitte des 20. Jahrhunderts kamen auch die item numbers auf: Musik- und Tanzeinlagen, die nicht mit der Handlung in Zusammenhang stehen und vor allem dazu dienen, den Unterhaltungswert des Filmes zu steigern. Eines der bekanntesten item girls dieser Zeit war Helen.
Bis heute sind Musik- und Tanzeinlagen ein wichtiger Teil der Bollywood-Filme. Dabei werden verschiedene Thematiken unterschieden, die je nach Interpretation des Choreographen unterschiedlich umgesetzt werden und bei denen die verschiedenen Tanzstile unterschiedlich ausgeprägt sind.
- Liebeslied (eher weniger Tanz, mehr Anschmachten)
- Mujrah (an Kathak angelehnter Tanz der Kurtisanen – älterer Stil)
- Hochzeitslied (in dem die Schönheit und der Schmuck der Braut beschrieben werden)
- Disco-Nummer (energiegeladene Tänze nach westlich orientierter Diskomusik)
- Nachtclubszene (meist ein Item, in dem es etwas verruchter zugeht)
- Freundschaftslied (oft zwei oder mehr Männer, die ihre enge Freundschaft bejubeln)
- Zigeunerszene (für ausgelassene, etwas anzügliche Lieder)
- Folkloristische Tanzeinlagen (zum Beispiel Fischertanz, Erntetanz usw. in ländlicher Umgebung, im Punjab zum Beispiel der Bhangra)
- Traumszene (mit oft aufwändigen, fantastischen Dekors, meist Liebeslied)

Je nachdem, in welcher Zeit oder Umgebung ein Film spielt, werden die Lieder entsprechend ausgewählt und eingesetzt. Dies setzt natürlich voraus, dass die Schauspieler auch tanzen können, der Gesang hingegen wird von bekannten Playbacksängern aufgenommen. Während früher vor allem Frauen in Tanzszenen aktiv waren, sind nun auch die Tanzparts der Männer immer weiter ausgebaut worden. Dabei richten sich die Choreografen nach den jeweiligen tänzerischen Fähigkeiten.
Zu den derzeit bekanntesten Choreografen zählen: Saroj Khan, Farah Khan, Ganesh Acharya.
Bei den Choreografien wird in erster Linie Wert auf die Umsetzung des Liedtextes mit Handgesten und Körpersprache gelegt. Dazu muss auch die allgemeine Stimmung, der Musikstil und die Funktion des Liedes im Film sowie der Charakter der tanzenden Figur berücksichtigt werden.
In Indien und Pakistan, wo man mit diesen Filmen und ihren Tanzszenen aufwächst, tanzen schon Kinder vor dem Fernseher und im Schulhof die Tänze nach. Aufführungen von Kindertanzgruppen sind bei öffentlichen Anlässen sehr beliebt.
Von klassisch indischen Tänzern wird Bollywoodtanz eher als vulgär und nicht als Kunst eingestuft. Als typische Modetänze und Populärerscheinung werden Filmtänze heute von mehr Indern gesehen als klassische Tanzvorführungen.
Durch die zunehmende Ausstrahlung von indischen Filmen in europäischen Ländern und in den USA ist der Bollywood-Tanz zunehmend auch im westlichen Kulturkreis populär geworden und mittlerweile fester Bestandteil des Angebots von zahlreichen Tanzschulen und Volkshochschulen. Es gibt auch Tanzlehrer, etwa in Berlin, Hamburg, Bremen, München und Rosenheim, die sich auf Bollywood-Tanz spezialisiert haben. Mittlerweile werden in zahlreichen deutschen Städten Bollywoodtanz-Workshops veranstaltet.